# De Repente, Miss
De Repente, Miss é um filme de comédia dramática brasileiro, produzido pela Amálgama Entretenimento, Pé Na Estrada Filmes e Sony Pictures é conta com roteiro de Dani Valente e direção de Hsu Chien. O filme estreou em 23 de maio nos cinemas.  É estrelado por Fabiana Karla e Giulia Benite. 

## Sinopse
O longa acompanha Mônica (Fabiana Karla), que abandonou sua promissora carreira na publicidade para criar seus filhos. Agora, prestes a completar 40 anos, está infeliz e tem dúvidas sobre as escolhas que fez ao longo da vida. O distanciamento de sua filha adolescente Luiza (Giulia Benite), uma influenciadora digital em ascensão, é um fator decisivo para sua crise. 

## Elenco
- Fabiana Karla como Mônica [5]
- Giulia Benite como Luiza [6] [7]
- João Baldasserini como Marcus
- Danielle Winits como Flávia
- Nany People como Gigi
- Polly Marinho como Jennifer
- Gianlucca Mauad como Leo
- Roney Villela como Rui
- Naruna Costa como Marina
- Jose Fernando Muniz como Armando
- Edu Giovanella como Henrique

## Produção
O filme, dirigido por Hsu Chien começou a ser rodado de maio de 2022. As filmagens ocorreram em Fortaleza no Ceará.   